# 22-й Вирджинский пехотный полк
22-й Вирджинский пехотный полк (англ. The 22th Virginia Infantry Regiment) — пехотный полк, набранный для армии Конфедерации в западных округах штата Вирджиния (сейчас — Западная Вирджиния) во время Гражданской войны в США. Он сражался в основном в составе Северовирджинской армии, хотя использовался в основном для охраны коммуникаций. Его командиром был полковник Джордж Паттон, дед американского генерала Джорджа Смита Паттона.

## Формирование
22-й Вирджинский полк первоначально был известен как 1-й канавский полк (1st Kanawha Regiment). Он был сформирован и принят на службу в армию Конфедерации в июле 1862 года. Его роты были набраны в округах Джексон, Крэйг, Николас, Эллени, Вайоминг, Гринбриер и Бун. Первые части были сформированы ещё в 1856 году капитаном Джорджем Паттоном, который в 1861 году стал его первым полковником.

## Боевой путь
летом 1861 года полк был введён в Канавскую армию генерала Генри Уайза. 17 июля 1861 года полк прошёл своё боевое крещение в сражении при Скэри-Крик, где был ранен Паттон и командование временно принял сам Генри Уайз.
Полк дислоцировался в западной Вирджинии и участвовал в сражении при Кэрнифекс-Ферри 10 сентября 1861 года.
В начале 1862 года полк поступил в распоряжение Генри Хета, у которого, однако, не сложились отношения с подчинёнными и впоследствии его перевели в другое место.
Весной 1863 года полк участвовал в рейде Джонса-Имбодена.
Осенью 1863 года он был включён в бригаду Джона Эчолса (вместе с двумя батальонами), и использовался для противодействия рейду генерала Эверелла. 6 ноября 550 человек этого полка участвовали в сражении при Друп-Маунтин. В мае 1864 года он вместе с бригадой Эчолса участвовал в сражении при Нью-Маркет, где был разбит федеральный отряд Франца Зигеля.